# صدمات أسعار السلع الأساسية
صدمات أسعار السلع الأساسية هي الأوقات التي ترتفع فيها أسعار السلع أو تنخفض بشكل كبير خلال فترة زمنية قصيرة. 

## صدمات أسعار الحبوب الأيرلندية في فترة ما بعد الحروب النابليونية (1815-1816)
خلال فترة الكساد العالمي (1815-1821) ما بعد الحرب الفرنسية الثورية والحروب النابليونية (1792-1815)، انخفضت أسعار القمح والحبوب الأخرى بمقدار النصف في أيرلندا، جنبًا إلى جنب مع النمو السكاني المستمر، حوّل الملاك الأراضي الزراعية إلى مراعٍ من خلال تأمين تمرير تشريع إخلاء المزارعين المستأجرين في عام 1816، والذي أدى، بسبب التركيز التاريخي للقوى العاملة الأيرلندية في الزراعة، إلى تقسيم أكبر للأراضي المتبقية تحت الحراثة ومزارع الكفاف الأقل كفاءة والأقل ربحية.  

## 1971-1973
في وقت أزمة النفط عام 1973، ارتفع سعر الذرة والقمح بمقدار ثلاثة أضعاف.

## عقد 2000
خلال العقد الأول من القرن الحادي والعشرين، ارتفع سعر خام برنت فوق 30 دولارًا للبرميل في عام 2003 قبل أن يبلغ ذروته عند 147.30 دولارًا في يوليو 2008. مع بداية الركود العظيم، تسبب انخفاض الطلب على النفط في انخفاض السعر إلى 39 دولارًا للبرميل في ديسمبر 2008. 
أدت أزمة أسعار الغذاء العالمية في 2007-2008 إلى ارتفاع أسعار الذرة والقمح والأرز بمقدار ثلاثة أضعاف عند قياسها بالدولار الأمريكي.

## النصف الثاني من عام 2014
انخفضت أسعار السلع العالمية بنسبة 38٪ بين يونيو 2014 وفبراير 2015. أدت ظروف العرض والطلب إلى انخفاض توقعات الأسعار لجميع مؤشرات أسعار السلع الأساسية التسعة للبنك الدولي - وهو حدث نادر للغاية. لا يمكن أن تُعزى صدمة أسعار السلع الأساسية في النصف الثاني من عام 2014 إلى عامل واحد أو حدث محدد.  كان سببه مجموعة من العوامل الاقتصادية الكلية والمالية الخاصة بالصناعة التي تضافرت لتسبب الانخفاضات الكبيرة المتزامنة عبر العديد من فئات السلع المختلفة. من بين هذه العوامل، كان انتقال الاقتصاد الصيني إلى مستويات نمو أكثر استدامة وطفرة الطاقة الصخرية في الولايات المتحدة من العوامل المهيمنة على جانب الطلب وجانب العرض التي تحكم الانكماش في أسعار السلع الأساسية العالمية. 

## 2020
في 20 أبريل 2020، أغلق عقد خام غرب تكساس الوسيط لشهر مايو عند سالب 37.63 دولارًا أمريكيًا للبرميل بينما أغلق عقد يونيو عند 20.43 دولارًا أمريكيًا للبرميل. يرجع السبب الرئيسي إلى جائحة فيروس كورونا المستمر الذي أدى إلى انخفاض الطلب إلى جانب مشكلات التخزين وانتهاء عقد مايو في اليوم التالي. 

## روابط خارجية
- "تقرير التجارة والاستثمار في آسيا والمحيط الهادئ 2015: دعم المشاركة في سلاسل القيمة "، الأمم المتحدة، 2 نوفمبر 2015